# IEC 61850
IEC 61850 es un estándar para la automatización de subestaciones. Es parte del Comité Técnico 57 (TC57) de la International Electrotechnical Commission (IEC) . La totalidad de la norma se divide en 10 partes, en las que se abordan aspectos relacionados con requerimientos generales del sistema, gestión de los proyectos de ingeniería y requerimientos de comunicaciones. A partir de ello, propone un Modelo de Datos sobre el cual describe las capacidades de los IEDs. Dicho modelo se describe a través del Lenguaje para Descripción de Subestaciones (SCL). La funcionalidad estándar de una subestación se modela a partir de los denominados Nodos Lógicos (LN), que a su vez se forman a partir de Common Data Classes y Common Data Attributes, siguiendo una abstracción a objetos. Junto con estos objetos, la norma define un conjunto de servicios en lo que se denomina Abstract communication service interface (ACSI). Los apartados 8 y 9 de la norma explican cómo se mapean estos objetos y servicios en términos de protocolos concretos, particularmente MMS (ISO/IEC9506-1 and ISO/IEC 9506-2, GOOSE y Sampled Values). El último apartado de la norma trata sobre las pruebas de conformidad que debe superar un equipo o una arquitectura para ser homologado según el estándar.

## Partes de la norma
IEC 61850 consiste de las siguientes partes 
- IEC 61850-1: Introduction and overview
- IEC 61850-2: Glossary
- IEC 61850-3: General requirements
- IEC 61850-4: System and project management - Ed.2
- IEC 61850-5: Communication requirements for functions and device models
- IEC 61850-6: Configuration language for communication in electrical substations related to IEDs - Ed.2
- IEC 61850-7: Basic communication structure for substation and feeder equipment
  - IEC 61850-7-1: Principles and models - Ed.2
  - IEC 61850-7-2: Abstract communication service interface (ACSI) - Ed.2
  - IEC 61850-7-3: Common Data Classes - Ed.2
  - IEC 61850-7-4: Compatible logical node classes and data classes - Ed.2
  - IEC 61850-7-10: Communication networks and systems in power utility automation - Requirements for web-based and structured access to the IEC 61850 information models [Approved new work]
- IEC 61850-8: Specific communication service mapping (SCSM)
  - IEC 61850-8-1: Mappings to MMS (ISO/IEC9506-1 and ISO/IEC 9506-2) - Ed.2
- IEC 61850-9: Specific communication service mapping (SCSM)
  - IEC 61850-9-1: Sampled values over serial unidirectional multidrop point to point link
  - IEC 61850-9-2: Sampled values over ISO/IEC 802-3 - Ed.2
  - IEC 61850-9-3: Precision Time Protocol Profile for Power Utility Automation (IEEE C37.238-2011)
- IEC 61850-10: Conformance testing